# Transmetropolitan
Transmetropolitan is een zestigdelige comicserie die tussen 1997 en 2002 werd uitgegeven door uitgeverij DC/Vertigo. Hoofdpersonage Spider Jerusalem is een gonzojournalist. Samen met zijn zelf zo genoemde filthy assistants Shannon en Yelena gaat niets hem te ver om in een corrupte, futuristische versie van de wereld de praktijken van de heersende machten aan de kaak te stellen.

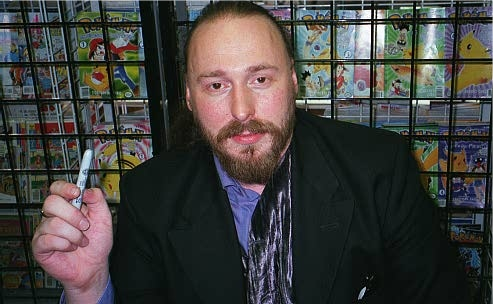
Warren Ellis

De serie werd van begin tot eind geschreven door de Engelsman Warren Ellis en getekend door de Amerikaan Darick Robertson . Ellis schreef daarnaast Vol. 0: Tales of Human Waste, een uitgave met columns 'van de hand van' Jerusalem, die vooral uit tekst bestaat.

## Verzameld
Transmetropolitan is behalve in losse delen volledig verschenen in gebundelde uitgaves.
- Back on the Street (#1-3)
- Lust for Life (#4-12)
- Year of the Bastard (#13-18, Transmetropolitan-deel uit Winter's Edge II)
- The New Scum (#19-24 Transmetropolitan-deel uit Winter's Edge III)
- Lonely City (#25-30)
- Gouge Away (#31-36)
- Spider's Thrash (#37-42)
- Dirge (#43-48)
- The Cure (#49-54)
- One More Time (#55-60)